# Ильеус
Илье́ус (порт. Ilhéus) — муниципалитет в Бразилии, входит в штат Баия. Составная часть мезорегиона Юг штата Баия. Входит в экономико-статистический микрорегион Ильеус-Итабуна. Население составляет 220 144 человека на 2007 год. Занимает площадь 1840,991 км². Плотность населения — 120 чел./км².
Праздник города — 28 июня.

## История
Город основан 28 июня 1881 года.

## Статистика
- Валовой внутренний продукт на 2005 год составляет 1 648 903,00 реалов (данные: Бразильский институт географии и статистики).
- Валовой внутренний продукт на душу населения на 2005 год составляет 7457 реалов (данные: Бразильский институт географии и статистики).
- Индекс развития человеческого потенциала на 2000 год составляет 0,703 (данные: Программа развития ООН).

## География
Климат местности: тропический. В соответствии с классификацией Кёппена, климат относится к категории Af.

## Галерея

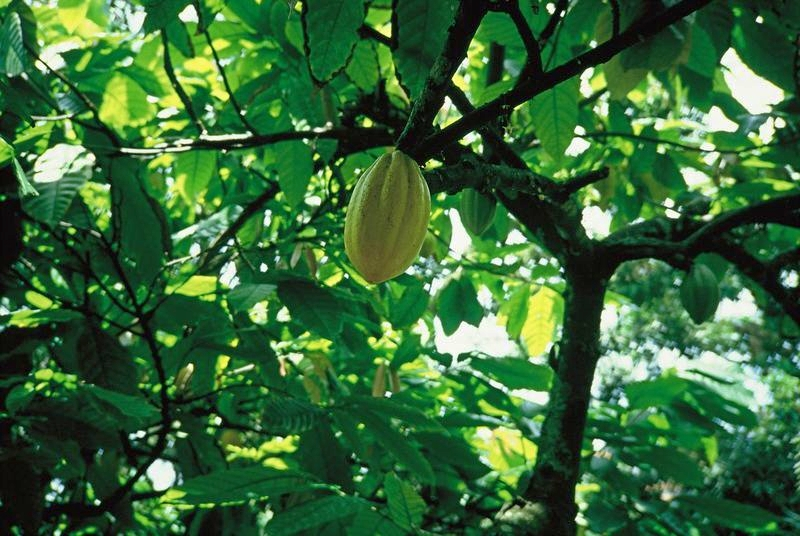
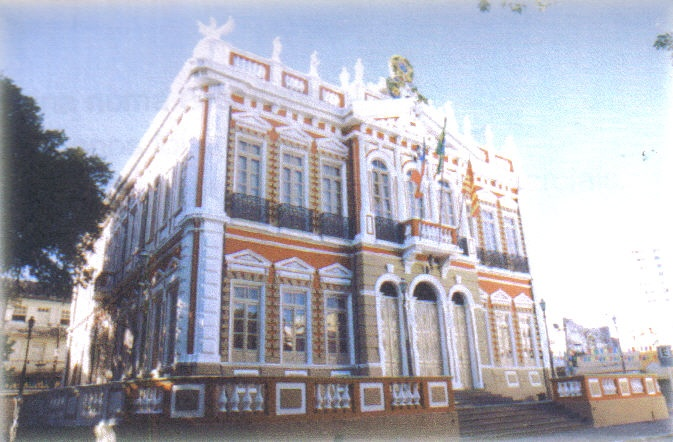
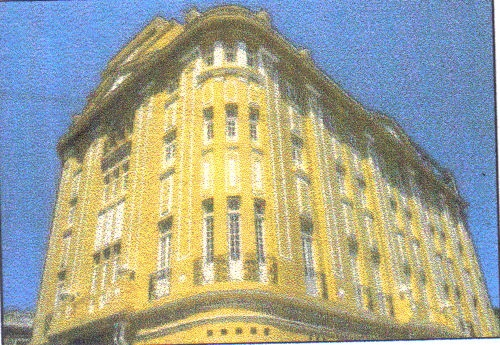
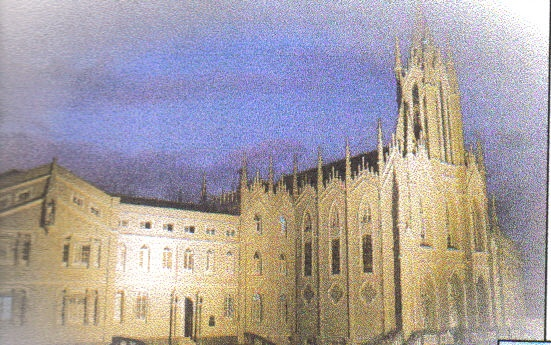
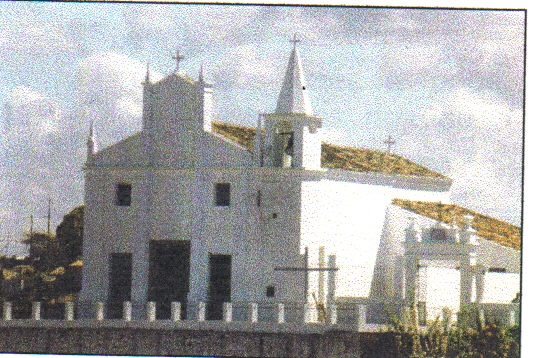
Собор
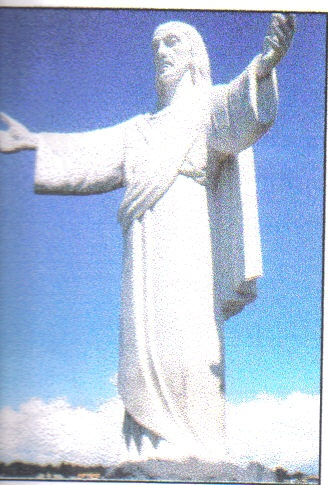
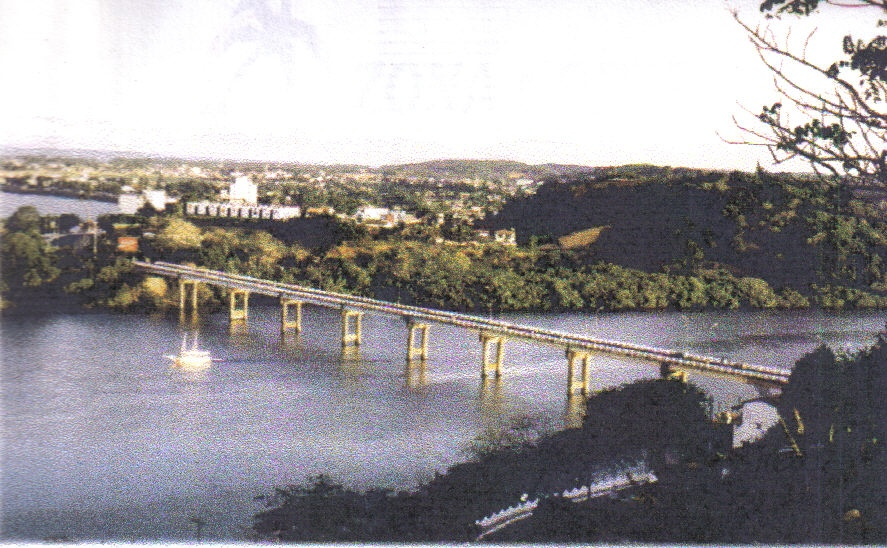
Мост
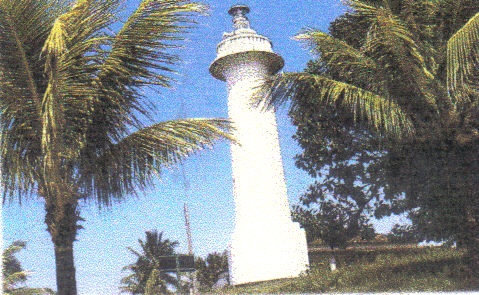
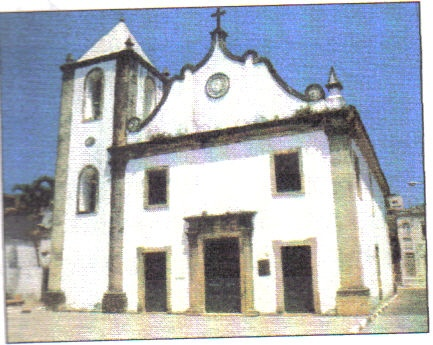
Собор
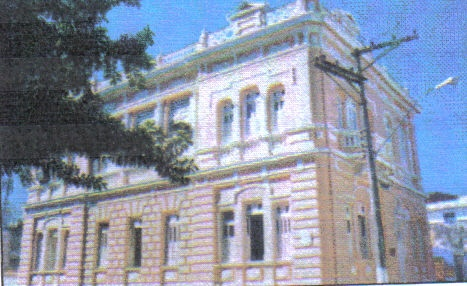
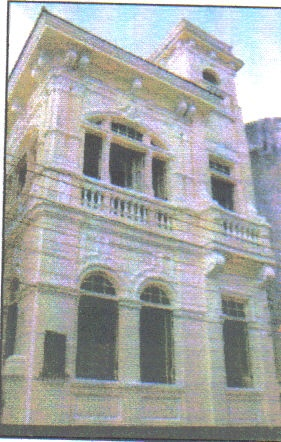
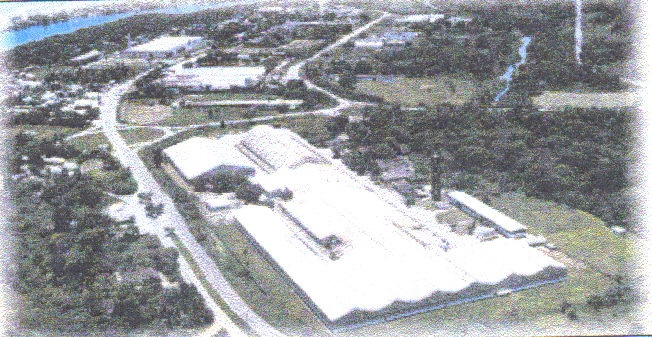
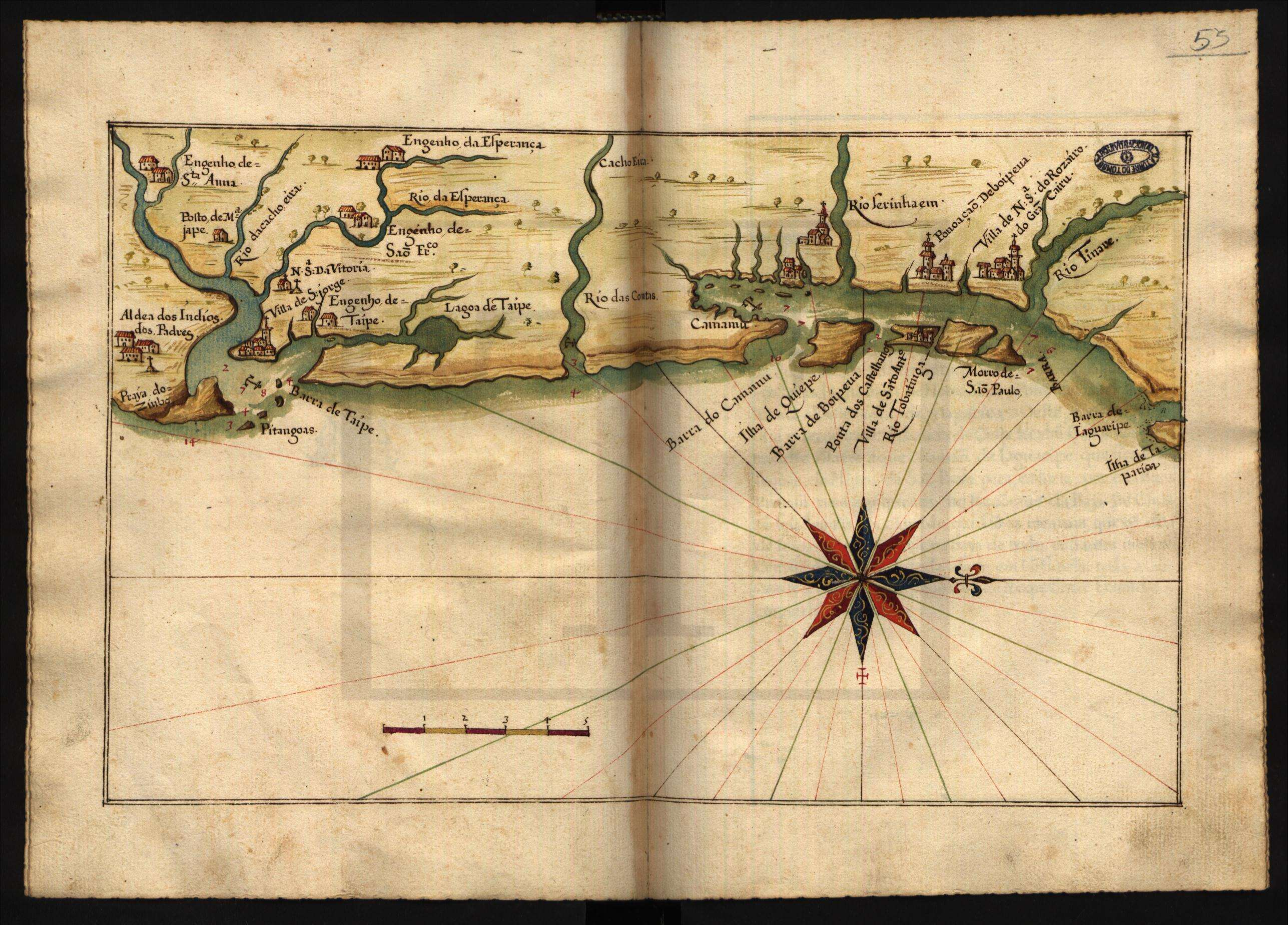
Ilhéus 1640